# 峠の釜めし

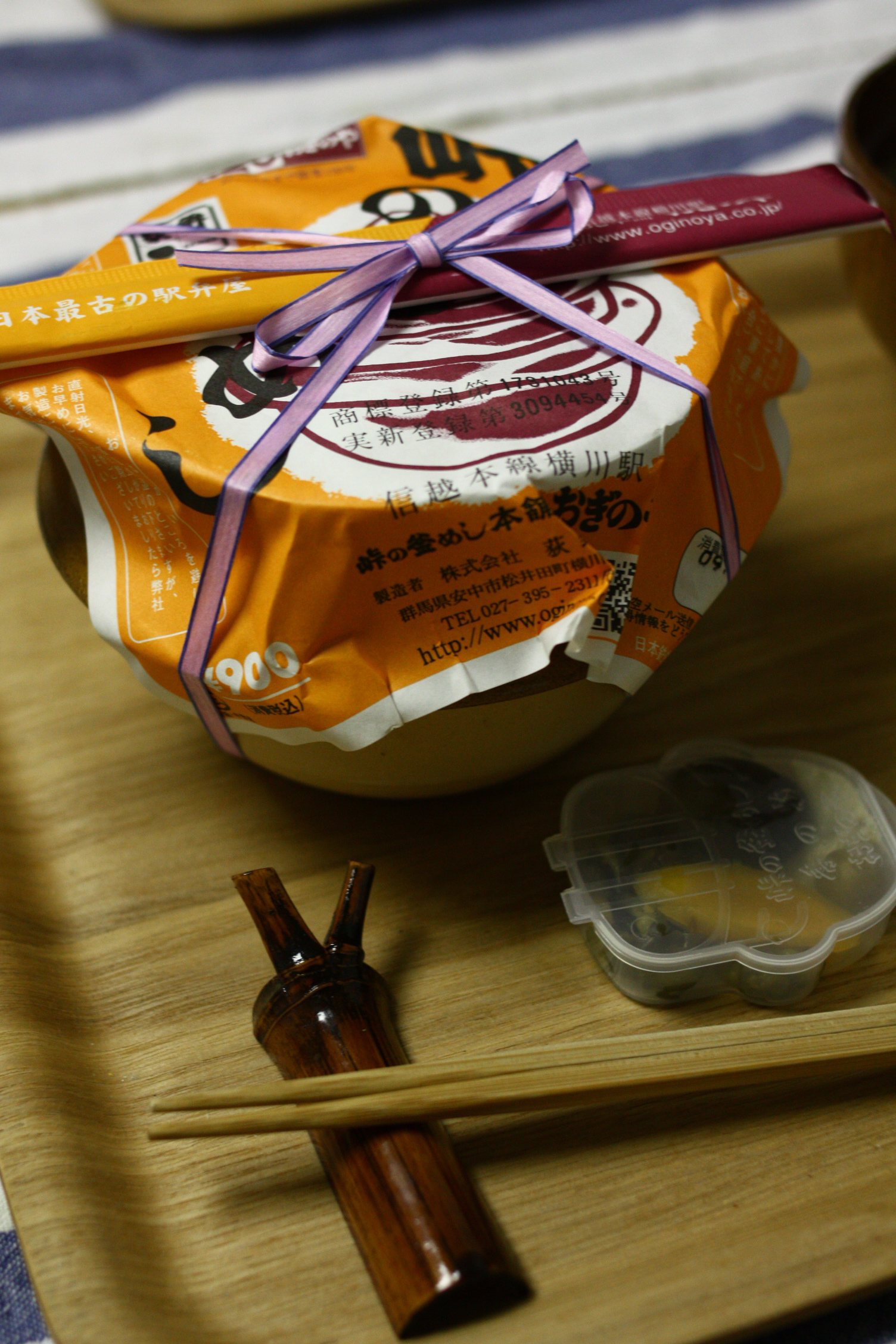
峠の釜めし

峠の釜めし（とうげのかまめし）は、群馬県安中市にある「荻野屋」が製造・販売する駅弁である。
益子焼の土釜に入れられているという点が特徴の駅弁で、「日本随一の人気駅弁」と評されたこともある。2023年6月時点での累計販売数は1億8000万個を超える。

## 商品概要

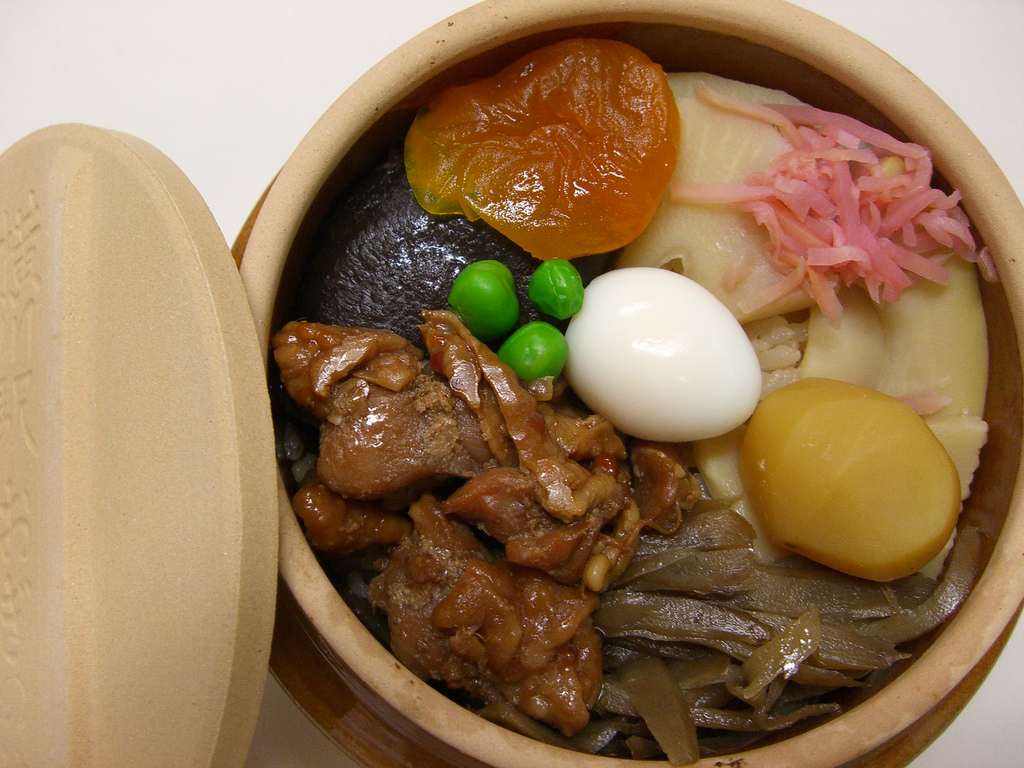
峠の釜めし

直径140mm、高さ85mm、重量725gの益子焼の釜に入った薄い醤油味の出汁による炊き込みご飯である。

### 釜
栃木県芳賀郡益子町の窯元つかもとで製造されており、釜の上半分の上薬が塗ってある茶色の部分に「横川駅」「おぎのや」という文字が刻まれている。釜の上には厚さ5mmほどの素焼きの蓋が付いており、さらにその上に包装紙が被せられ、紐で割り箸とともにくくりつけてある。
この釜を持ち帰れば家庭でも実際に1合の御飯を炊くことができ、おぎのやの公式サイトでも炊き方が紹介されている。ただし2024年現在は「軽量化のため強度が不十分」との理由で、家庭での直火による再利用は推奨しないとしている。また植木鉢としての利用も想定されており、底の部分は排水用の穴を空けやすい構造で、実用新案も取得している。
食べ終わった容器（釜）は、不要な場合はおぎのやの各店舗に持ち込めば回収してくれる。一部店舗では、空容器の回収ボックスもある。
- 店舗内で供された物のうち一部の容器は洗浄後に再利用されるほか、リサイクルも進められている[注釈 1]。
- 2013年頃より益子焼の釜の代わりにエコ容器（パルプモールド容器）を利用した商品も一部店舗で販売されている。[6] [7]

### 具
鶏肉・ささがき牛蒡・椎茸・筍・ウズラの卵・グリーンピース・紅しょうが・栗・杏。
- 釜飯とは別に、プラスチック容器入りの香の物（キュウリ漬け・ごぼう漬け・小ナス漬け・小梅漬け・わさび漬け）が付く。

## 歴史

### 荻野屋の創業と初期の駅弁
1885年に荻野屋が創業され、信越本線の高崎駅 - 横川駅の部分開業時に創業した。初期の駅弁はおにぎり二個に沢庵漬けを添えたもので、1包み5銭であった。

### 「峠の釜めし」の誕生
戦後、旅行者数も増加していったが、この頃の駅弁はどこも似たような内容だったため、人気は低迷していた。荻野屋も例外ではなく、全列車が横川 - 軽井沢間の碓氷峠通過に際し、補助機関車の連結が必要なために長時間停車する駅という立地にもかかわらず、業績が低迷していた。そこで、当時の4代目社長であった高見澤みねじは停車中の列車に乗り込み、旅行者に駅弁に対する意見を聞いて回った。意見の大半は「暖かく家庭的で、楽しい弁当」というものだった。
高見澤と、当時社員で後に副社長となる田中トモミは、その意見をどのようにして駅弁に反映するかを考え、弁当と一緒に販売する緑茶の土瓶に着目した。当時の駅で販売されていた緑茶の土瓶は、陶器製であったが、陶器は保温性にも優れていた上に匂いも移らないため、「暖かい」「楽しい」という要望を満たしていた。さらに「中仙道を越える防人が土器で飯を炊いた」という内容の和歌にヒントを得て、益子焼の職人に相談し、一人前用の釜を作成させた。
こうして、当時の「駅弁は折り詰め」という常識を破り、1958年2月1日から販売が開始されたのが「峠の釜めし」である。
当時としては画期的だった温かい駅弁であったことや、『文藝春秋』のコラムに取り上げられたことから徐々に人気商品となり、その後の隆盛へとつながるきっかけとなった。1967年には、フジテレビジョン系テレビドラマ『釜めし夫婦』（池内淳子主演）のモデルにもなった。

### 鉄道以外での販売展開
この時期前後からモータリゼーションの進展を受けて、各地の駅弁業者は軒並み苦戦を強いられるようになったが、同社では、1962年に、これを逆手にとり、国道18号沿いに「峠の釜めしおぎのやドライブイン横川店」を開業。釜めしなどの商品を利用客に販売することで、鉄道への依存を減らし、現在の同社の販売戦略の基礎となった。1987年時点での1日平均の販売実績は1万個で、多いときには2万5千個の売り上げがあったという。このうち、駅弁としての販売比率は40%ほどであった。もちろん列車での売り上げも多く、3分停車でホームにあった410個が全て売れたこともあったという。

### 横川 - 軽井沢間廃止の影響
北陸新幹線の東京 - 長野間先行開業に伴い、1997年9月30日に信越本線の横川 - 軽井沢間が廃止された。これにより、横川駅での販売量は往時に比べて低い割合に転位したが、代わって新幹線車内での販売を開始するなどテコ入れが図られた。

### 60周年
発売60周年を記念し、浮世絵風かけ紙を2018年2月に導入した。また、鴨肉や鯛を使うなどした豪華版（1500円）を荻野屋直営ドライブイン限定で2019年1月末まで販売した。
2019年12月、東京都杉並区に自社工場（荻野屋 八幡山）を開設し、首都圏での販売を拡大している。

### 上越新幹線40周年記念釜めし
2022年11月15日、上越新幹線開業40周年を記念した「上越新幹線40周年記念釜めし」が発売。高崎駅社員がデザインしたオリジナル記念掛け紙が用いられ、釜の縁の色は茶色から上越新幹線で活躍した200系電車をモチーフにした緑色に変更されている。製造は荻野屋、販売はJR東日本クロスステーションが行う。
販売価格の推移
- 1960年 - 0120円
- 1968年 - 0200円
- 1970年 - 0250円
- 1973年 - 0300円
- 1979年 - 0600円
- 1981年 - 0700円
- 1989年 - 0800円
- 1997年 - 0900円
- 2019年 - 1100円
- 2024年 - 1400円

## 販売店舗
2022年時点の購入可能店。
- 直営店・関連グループ会社店舗
  - 横川本店・横川店・諏訪（諏訪インター）店・軽井沢インター店・高崎売店・ながの東急店
  - 東京銀座（GINZA SIX）
  - 荻野屋八幡山
  - 荻野屋 弦
  - OGINOYA OHACO
  - 荻野屋 弦 神田

- サービスエリア
  - 上信越自動車道横川サービスエリア
  - 上信越自動車道東部湯の丸サービスエリア
  - 中央自動車道諏訪湖サービスエリア
  - 関越自動車道上里サービスエリア

- 駅
  - 横川駅構内
  - 軽井沢駅売店
  - 安中榛名駅売店
  - 長野駅北陸新幹線ホーム売店
  - 清里駅売店[注釈 7]
  - 東京駅改札内 駅弁屋祭・駅弁屋踊[注釈 8]
  - 上野駅中央口売店
  - JR新宿駅 駅弁屋頂
  - 大宮駅 駅弁屋旨囲門ecute大宮

- 車内販売
  - 北陸新幹線 はくたか[注釈 9]

- その他
  - 碓氷峠鉄道文化むら
  - 碓氷峠の森公園交流館「峠の湯」

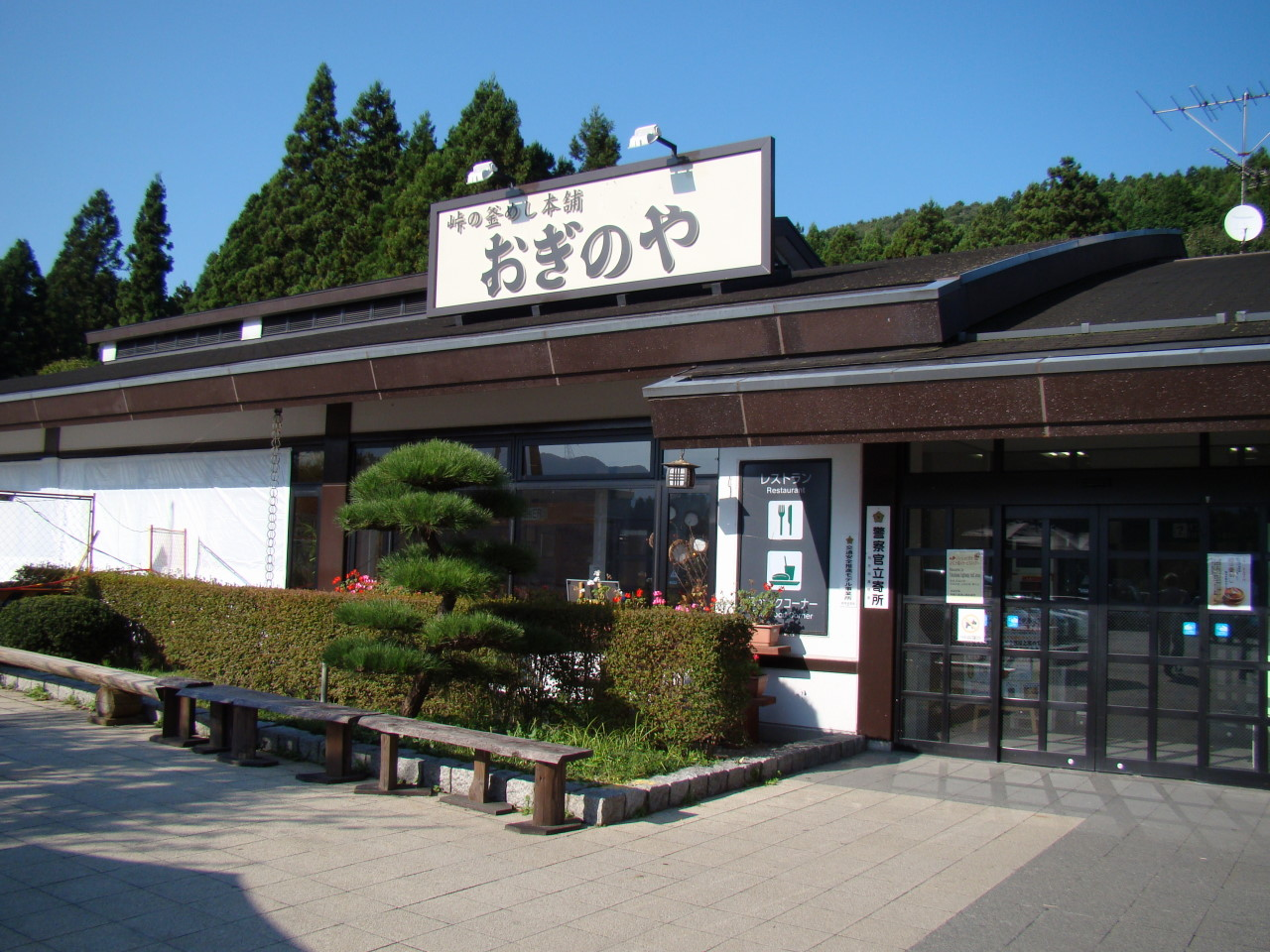
横川サービスエリア店

  - ユニクロ長野南店前（キッチンカーでの販売（月曜日を除く）、長野店閉店に伴い2021年9月開始）[20]
  - 富岡トレーラーハウス店（セキチュー富岡店隣接敷地内）

また、百貨店やスーパーマーケットが開催する「駅弁フェア」などのイベントの定番商品として、日本全国に出荷実績があり、上記以外でのJR東日本鉄道駅構内でのスポット販売の実績もある。

## コラボレーション企画
2020年10月9日より「無限列車大作戦」と銘打ち、劇場版 鬼滅の刃 無限列車編とJR東日本高崎支社が「SLぐんま よこかわ」（及び「ELぐんま よこかわ」）のコラボ運行を展開し、2020年10月9日～2020年10月31日の期間限定で主要キャラ5人をイメージしたオリジナル釜めしが発売された。また、今回のイベント用にキャラクターがデザインされたオリジナル掛け紙と、メンバーのイメージカラーで作られたオリジナル釜が用意された。

## 関連商品
2007年に横川 - 軽井沢間廃止10周年として鉄道模型メーカーの関水金属からNゲージで峠の釜めしの駅構内販売用ワゴンと販売員を模した人形が発売された。